# Petričko Selo
Petričko Selo je naseljeno mjesto u Republici Hrvatskoj u Zagrebačkoj županiji. 

## Zemljopis
Administrativno je u sastavu općine Žumberak. Naselje se proteže na površini od 1,28 km².

## Stanovništvo
Prema popisu stanovništva iz 2001. godine u naselju Petričko Selo živi 28 stanovnika i to u 15 kućanstava. Gustoća naseljenosti iznosi 21,88 st./km².
| broj stanovnika | 113   | 122   | 118   | 136   | 155   | 133   | 113   | 136   | 134   | 124   | 110   | 105   | 70    | 56    | 28    | 18    | 13    |
|                 | 1857. | 1869. | 1880. | 1890. | 1900. | 1910. | 1921. | 1931. | 1948. | 1953. | 1961. | 1971. | 1981. | 1991. | 2001. | 2011. | 2021. |